# Julian Amyes
Pour les articles homonymes, voir Amyes.
Julian Amyes est un réalisateur, producteur et acteur britannique né le 9 août 1917 à Cambridge (Royaume-Uni), décédé le 26 avril 1992 à Londres (Royaume-Uni).

## Filmographie

### Comme réalisateur
- 1952 : The Merry Wives of Windsor  (TV)
- 1956 : Commando en Corée (A Hill in Korea)
- 1957 : Miracle in Soho
- 1960 : No Wreath for the General (série télévisée)
- 1979 : The Old Curiosity Shop  (feuilleton TV)
- 1981 : Nanny (série télévisée)
- 1981 : Great Expectations (feuilleton TV)
- 1983 : Jane Eyre (feuilleton TV)
- 1984 : Winter Sunlight (feuilleton TV)
- 1985 : Charters & Caldicott (feuilleton TV)
- 1986 : L'Affaire Protheroe (TV)
- 1987 : The Lady's Not for Burning de Julian Amyes (TV)

### Comme producteur
- 1956 : Opportunity Murder (série télévisée)
- 1960 : No Wreath for the General (série télévisée)
- 1976 : The Testament of François Villon (TV)
- 1976 : By Christian Judges Condemned (TV)
- 1977 : Heydays Hotel (TV)

### Comme acteur
- 1951 : High Treason
- 1952 : La Merveilleuse Histoire de Mandy (Mandy) d'Alexander Mackendrick : Jimmy Tabor